# De stad der zienden
De stad der zienden is een roman van de Portugese Nobelprijswinnaar José Saramago. De oorspronkelijke titel (2004) is Ensaio sobre a Lucidez.
Bij gemeenteraadsverkiezingen in een niet nader genoemd land stemmen in de hoofdstad 83% van de kiezers blanco. De machthebbers geraken in paniek. In zijn bekende stijl slaagt Saramago erin een erg actueel onderwerp, namelijk de vraag wie in een hedendaagse democratie de macht heeft, in een spannend literair werk te gieten.  Wie zal de strijd winnen? 
De politie vindt nergens sporen van politieke agitatie. Dat is vreemd en daarom wordt de staat van beleg uitgeroepen. Men overweegt het stemrecht en het stemgeheim te vervangen door de plicht om op een erkende partij te stemmen. Maar er gebeurt niets en daarom panikeert de regering.  Zij verlaat de stad, samen met de president, het parlement, de administraties en de politie. Het leger legt een cordon rondom de stad om ze te isoleren. De huisvuildiensten krijgen bevel te staken maar die weigeren dat. De stad blijft functioneren zonder overheid. Dat verontrust de machthebbers nog meer. Er ontploft een bom in het station. Het volk blijft kalm en begraaft in een indrukwekkende witte mars zijn doden. 